# دمتریو گرکو
دمتریو گرکو (انگلیسی: Demetrio Greco؛ زادهٔ ۱۰ اوت ۱۹۷۹) بازیکن فوتبال اهل ایتالیا است.
از باشگاه‌هایی که در آن بازی کرده‌است می‌توان به باشگاه فوتبال کوزنتسا کالچو، باشگاه فوتبال لوتسرن، و باشگاه فوتبال مسینا اشاره کرد.